# Волиця Березова
Волиця Березова (або Волиця Комарівська, Волиця-Бжозова, пол. Wolica Brzozowa) — село в Польщі, у гміні Комарув-Осада Замойського повіту Люблінського воєводства. Населення — 219 осіб (2011).

## Історія
1531 року вперше згадується православна церква в селі.
За даними етнографічної експедиції 1869—1870 років під керівництвом Павла Чубинського, у селі переважно проживали греко-католики, але населення здебільшого розмовляло польською мовою.
У 1975—1998 роках село належало до Замойського воєводства.

## Демографія
Демографічна структура станом на 31 березня 2011 року:
|          | Загалом | Допрацездатний вік | Працездатний вік | Постпрацездатний вік |
| -------- | ------- | ------------------ | ---------------- | -------------------- |
| Чоловіки | 106     | 19                 | 71               | 16                   |
| Жінки    | 113     | 24                 | 59               | 30                   |
| Разом    | 219     | 43                 | 130              | 46                   |